# Теория социального сравнения
Теория социального сравнения – теория, согласно которой люди воспринимают и осознают себя, сравнивая себя с другими. 
Социальное сравнение –  универсальная потребность человека, связанная с поиском критериев для точной оценки собственных личностных качеств, суждений и способностей. 

## История
Наиболее тщательно продуманная теория того, как люди выносят оценки личностных качеств, суждений и способностей, известна как «теория социального сравнения». Эта теория была выдвинута в 1954 году Леоном Фестингером. Фестингер постулировал, что люди имеют необходимость в оценке уровня своих возможностей и точности своих суждений и поэтому, в отсутствие объективных несоциальных стандартов, они сравнивают себя с окружающими. Очерчивая теорию социального сравнения, Фестингер старался сделать ее как можно более точной и строгой. Теория содержит девять гипотез, восемь добавлений и восемь выводов, т.е. всего 25 положений.  

## Общая характеристика
В соответствии с теорией социального сравнения, при отсутствии объективных стандартов для оценки своих личностных черт и качеств человек ищет других людей, чтобы через сравнение с ними оценить себя. Фестингер считает, что главный мотив для сравнения - точность. Людям крайне важно оценивать свои мнения и способности, и когда ʼʼобъективноеʼʼ знание недоступно, мы достигаем его путем сравнения своих мнений и способностей с мнениями и способностями других.  Основные положения данной теории заключаются в следующем: 
1. Человек нуждается  в оценке своих суждений и способностей. 
2. Оценивая самих себя, люди полагаются на процессы социального сравнения, и чем менее доступны объективные, несоциальные способы оценки, тем больше люди полагаются на эти процессы. Чем менее однозначна и структурирована объективная реальность, тем чаще люди предпочитают методам ее физического тестирования процессы социального сравнения. 
3. Людям свойственно стремление сравнивать себя только с теми, кто похож на них. Чем больше суждения и способности окружающих похожи на суждения и способности данного человека, тем больше они подходят на роль референтной группы.  
4. Чем более способности и суждения человека соответствуют способностям и суждениям тех, с кем он сравнивает себя, тем более стабильна, корректна и точна информация, которую дает это сравнение. 
5. Чем выше потребность человека в оценке собственных суждений и способностей, тем более он склонен к тому, чтобы быть привлекательным для своих единомышленников, и к уменьшению разницы между собой и ими. Человек делает это для увеличения «социальной сравнимости» между собой и окружающими. Если речь идет о сравнении способностей, то подобная ситуация приводит к возникновению «соревновательных» тенденций: у человека появляется желание быть немного лучше других.  
Теорию социального сравнения Л. Фестингера уточняет и детализирует Джоан Вуд (Wood J., 1989), которая определила три основных мотива, побуждающих людей прибегать к социальному сравнению:  
1. потребность в самооценке; 
2. стремление к самосовершенствованию; 
3. потребность в повышении самооценки. 

## Значимость
Теория процессов социального сравнения, разработанная Фестингером , является одной из самых влиятельных попыток объяснить, каким образом другие люди влияют на наше собственное мышление. Теория Фестингера — это попытка ответить на вопрос, каким образом поддержка окружающих, согласие с ними становится источником субъективной валидности. 
Исходным понятием для Фестингера являлось понятие потребности, причем анализировался особый вид потребностей, а именно «потребность в оценивании самого себя», т.е. стремление оценивать свои мнения и способности прежде всего. Впоследствии последователь Фестингера Шехтер распространил принцип сравнения также и на оценку эмоций.  

## Проблемы и критика
Данная теория породила весьма ограниченное количество исследований, отчасти вследствие того, что полученные в исследованиях результаты очень легко допускали интерпретацию в других терминах и значение теории представлялось минимизированным. Еще одной причиной явилось то, что сам Фестингер довольно быстро перешел от нее к построению новой теории - когнитивного диссонанса.
В этой теории есть два концептуальных противоречия, о которых стоит сказать особо. Во-первых, в ранней теории Фестингер утверждал, что согласие с окружающими является непосредственным доказательством валидности. Подобное согласие означает, что человек прав. В публикации же 1954 года (Festinger, 1954) утверждается, что валидизация — косвенная в том смысле, что причиной, побуждающей к конформности по отношению к большинству, является скорее не желание убедиться в собственной правоте, а желание получить возможность сделать более «тонкое» сравнение. 
Во-вторых, некоторые исследователи обратили внимание на парадоксальность утверждения, что человек сравнивает себя только с теми, кто похож на него. Выявление различий — такой же процесс сравнения, как и выявление сходства. Сказать, что этот человек отличается от меня, значит вынести сравнительное суждение. А если человек может сравнивать себя с другими и сравнивает, значит, основные положения теории Фестингера утрачивают свой смысл. 

## Альтернативные теории
Одно из решений вышеобозначенной проблемы изложено в работах Готалса и Дарли и в работах Уилера и Цукермана . Авторы выдвинули гипотезу родственных признаков, суть которой заключается в том, что человек может сравнивать себя с теми, чьи способности или суждения либо аналогичны его собственным, либо отличаются от них, при наличии у них общих основополагающих признаков, которые имеют отношение к оцениваемым суждению и способностям или обладают прогностичностью по отношению к ним. Иными словами, человек сравнивает себя с теми людьми, которые могут быть похожи на него (благодаря родственным признакам), даже если на самом деле это и не так.